# カール15世 (スウェーデン王)
カール15世（スウェーデン語: Karl XV, 1826年5月3日 - 1872年9月18日）は、ベルナドッテ王朝第3代のスウェーデン国王およびノルウェー国王（在位：1859年 - 1872年）。ノルウェー国王としての名はカール4世。父はオスカル1世、母はジョゼフィーヌ（ナポレオン1世の皇后ジョゼフィーヌの孫）。全名はカール・ルートヴィグ・エウシェン・ベルナドッテ（典: Karl Ludvig Eugen Bernadotte）

## 人物
スウェーデン王オスカル1世と王妃ユセフィナ・アヴ・レウクテンベリの長男として、1826年5月3日に生まれた。
1857年9月25日に摂政に就任、1859年7月8日に父が死去すると国王に即位した。1860年5月3日にスウェーデンのストックホルムで、同年8月5日にノルウェーのトロンハイムで戴冠した。
カール15世の治世には教会法（1863年）と刑法（1864年）の改正、リクスダーゲン（スウェーデン議会）改革（1866年）が行われ、国民からの人気があったという。
カール15世は汎スカンディナヴィア主義を支持し、デンマーク王フレデリク7世とも親しかったため、デンマークとプロイセン、オーストリアの戦争（第二次シュレースヴィヒ＝ホルシュタイン戦争）直前においてデンマークへの援助を約束したが、結局スウェーデン軍の準備不足などの理由により中立に留まることを余儀なくされた。
普仏戦争ではフランスに同情的だったが、国を挙げての援助は差し控えた。
1872年9月18日にマルメで死去した。カールと前年に死去した王妃ロヴィーサとの間の子は、すでに夭逝した王子と、デンマーク王太子フレゼリク（のちのフレゼリク8世）に嫁いだロヴィーサ王女しかなく、王位はカールの弟オスカル2世が継いだ。
遺言状で自身の収集した美術品の大半を国に譲った。また、詩作もいくらか残したという。

## 家族
王太子時代の1850年6月19日にオランダ王ウィレム2世の弟フレデリック王子の長女ルイーゼ（ロヴィーサ）と結婚した。2人は1男1女をもうけた。
- ロヴィーサ（1851年 - 1926年） - 1869年、デンマーク王太子フレゼリク（後のデンマーク王フレゼリク8世）と結婚[1]
- カール・オスカル（英語版）（1852年 - 1854年） - セーデルマンランド公爵